# 白い旋律
『白い旋律』（しろいせんりつ）は、東海テレビ制作・フジテレビ系列で、1970年6月29日～9月25日に放送された昼ドラマである。

## キャスト
- 谷口香
- 高橋昌也
- 田口計
- 川島宏美
- 金井大

## スタッフ
- 監督:葛生雅美、樋口弘美
- 脚本:生田直親